# Südliche Ägäis
Als Südliche Ägäis (griechisch Νότιο Αιγαίο Notio Egeo [ˈnɔtjɔ ɛˈʝɛɔ]) wird eine der 13 Regionen Griechenlands bezeichnet, die 1987 eingerichtet wurden und sich seit 2011 selbst verwalten. Sie erstreckt sich in der Ägäis zwischen dem Myrtoischen Meer westlich und der türkischen Südwestküste im Osten und besteht aus einer Vielzahl von Inseln, die geografisch der Inselgruppe der Kykladen und dem Dodekanes zugehören, der seinerseits aus dem Großteil der Südlichen Sporaden und der Inselgruppe um Kastelorizo besteht. Die Kykladen gehören seit der Unabhängigkeit des modernen Griechenland 1830 zum Staatsgebiet, der Dodekanes kam 1947 als letztes Gebiet zu Griechenland. Bis zur Umsetzung des Kallikratis-Programms 2011 bildeten sie jeweils eigene Präfekturen. Von den rund 327.000 Einwohnern bewohnt rund ein Drittel die Insel Rhodos. Verwaltungssitz ist Ermoupoli auf Syros.

## Regionalbezirke und Gemeinden
Die Region Südliche Ägäis gliedert sich in 13 Regionalbezirke. Proportional zu deren Einwohnerzahl entsenden sie eine bestimmte Anzahl Abgeordneter in den 45-köpfigen Regionalrat.
| Regionalbezirk  | Einwohner 2011 | Einwohner 2021 | Sitze | Gemeinden                                             |
| --------------- | -------------- | -------------- | ----- | ----------------------------------------------------- |
| Andros          | 09.221         | 08.826         | 01    | Andros                                                |
| Kalymnos        | 29.452         | 31.383         | 04    | Agathonisi, Astypalea, Kalymnos, Leros, Lipsi, Patmos |
| Karpathos-Kasos | 07.310         | 07.790         | 01    | Karpathos, Kasos                                      |
| Kea-Kythnos     | 03.911         | 03.903         | 01    | Kea, Kythnos                                          |
| Kos             | 34.396         | 38.137         | 05    | Kos, Nisyros                                          |
| Milos           | 09.932         | 10.130         | 01    | Kimolos, Milos, Serifos, Sifnos                       |
| Mykonos         | 10.134         | 10.704         | 02    | Mykonos                                               |
| Naxos           | 20.837         | 22.539         | 03    | Amorgos, Naxos und Kleine Kykladen                    |
| Paros           | 14.926         | 15.785         | 02    | Andiparos, Paros                                      |
| Rhodos          | 119.830        | 129.521        | 18    | Chalki, Megisti, Rhodos, Symi, Tilos                  |
| Syros           | 21.507         | 21.124         | 03    | Syros-Ermoupoli                                       |
| Thira           | 18.883         | 19.044         | 03    | Anafi, Folegandros, Ios, Sikinos, Thira               |
| Tinos           | 08.636         | 08.934         | 01    | Tinos                                                 |
| Südliche Ägäis  | 309.015        | 327.820        | 45    |                                                       |